# 特别处理
在中国大陆证券市场，是Special Treatment的缩写，意思为特别处理。据《上海证券交易所股票上市规则》和《深圳证券交易所股票上市规则》之规定，上市公司出现财务状况异常或者其他异常情况，导致其股票存在被终止上市的风险，或者投资者难以判断公司前景，投资权益可能受到损害的，交易所将对该公司股票交易实行特别处理。1998年4月28日，辽物资成为第一家被特别处理的上市公司。
特别处理分两种：退市风险警示特别处理和其他特别处理。

## 退市风险警示特别处理
上市公司出现以下情形之一，其股票交易将被实行退市风险警示特别处理： 
- 最近两年连续亏损（以最近两年年度报告披露的当年经审计净利润为依据）
- 因财务会计报告存在重大会计差错或者虚假记载，公司主动改正或者被中国证监会责令改正后，对以前年度财务会计报告进行追溯调整，导致最近两年连续亏损
- 因财务会计报告存在重大会计差错或者虚假记载，被中国证监会责令改正但未在规定期限内改正，且公司股票已停牌两个月
- 未在法定期限内披露年度报告或者半年度报告，公司股票已停牌两个月
- 处于股票恢复上市交易日至恢复上市后第一个年度报告披露日期间
- 在收购人披露上市公司要约收购情况报告至维持被收购公司上市地位的具体方案实施完毕之前，因要约收购导致被收购公司的股权分布不符合《中華人民共和國公司法》规定的上市条件，且收购人持股比例未超过被收购公司总股本的90％
- 法院受理关于公司破产的案件，公司可能被依法宣告破产
- 证券交易所认定的存在退市风险的其他情形

被退市风险警示特别处理的股票，其证券简称前冠以*ST字样，股票报价的日涨跌幅限制为5％。

## 其他特别处理
上市公司出现以下情形之一，其股票交易将被实行其他特别处理：
- 最近一个会计年度的审计结果显示其股东权益为负
- 最近一个会计年度的财务会计报告被注册会计师出具无法表示意见或否定意见的审计报告
- 申请并获准撤销退市风险警示特别处理的公司，其最近一个会计年度的审计结果显示主营业务未正常运营，或扣除非经常性损益后的净利润为负值
- 由于自然灾害、重大事故等导致公司主要经营设施被损毁，公司生产经营活动受到严重影响且预计在三个月以内不能恢复正常
- 公司主要银行帐号被冻结
- 公司董事会无法正常召开会议并形成董事会决议
- 中国证监会根据《证券发行上市保荐制度暂行办法》第七十一条，要求证券交易所对公司的股票交易实行特别提示
- 分紅不達標[1]
- 中国证监会或证券交易所认定为状况异常的其他情形

被其他特别处理的股票，其证券简称前冠以ST字样，股票报价的日涨跌幅限制为5％。